# Gunn Peak
Der Gunn Peak ist ein Berg im Snohomish County im US-Bundesstaat Washington. Der Berg ist Teil der Kaskadenkette. Der Gunn Peak ist der höchste Punkt in der Wild Sky Wilderness. Er wurde nach dem ortsansässigen Bergmann Amos Gunn benannt, der die nahegelegene Stadt Index gründete und auch den nahegelegenen Mount Index benannte.